# Kyungyutchay
Kyungyutchay (azerbajdzjanska: Küngütçay) är ett vattendrag i Azerbajdzjan.   Det ligger i distriktet Şəki Rayonu, i den centrala delen av landet, 230 km väster om huvudstaden Baku.
Trakten runt Kyungyutchay består i huvudsak av gräsmarker. Runt Kyungyutchay är det ganska glesbefolkat, med 34 invånare per kvadratkilometer.